# E-Jugend
Die E-Jugend (auch E-Junioren oder U11 genannt) ist eine Klasseneinteilung der drittjüngsten Gruppe von Jugendsportlern, beispielsweise im Fußball oder Handball.
In der Regel beträgt das Alter dieser Sportler 8 bis 11 Jahre (in der Saison 2025/26 sind dies die Geburtsjahrgänge 2015 und 2016).
Die jüngeren Sportler teilen sich altersgemäß in die F-Jugend und G-Jugend, die Älteren in die D-Jugend, C-Jugend, B-Jugend und A-Jugend ein.

## Fußball
Beim Fußball sind in der E-Jugend auch gemischte Mannschaften (Jungen und Mädchen) zugelassen.
Seit der Saison 2024/2025 werden in der G-, F- und E-Jugend neue Spielformen angewandt. Ziel dieser Reform ist eine kindgerechte und inklusive Gestaltung des Fußballs durch kleinere Teams, feste Wechsel im Rotationsprinzip und die Organisation von Spieltagen als Tagesturniere.
Die Mannschaftsgröße ist variabel. Es wird entweder im Fünf-gegen-Fünf oder im Sieben-gegen-Sieben gespielt.
Angestrebt wird eine Turnierform mit vier Mannschaften, wobei die Gewinner eines Spiels um ein Spielfeld aufsteigen bzw. die Verlierer ein Spielfeld absteigen. Für die Ersatzspieler sollen Nebenspielfelder aufgebaut werden, wo diese im Zwei-gegen-Zwei oder Drei-gegen-Drei spielen können.
In der E-Jugend wird nach einem Ausball die Partie erstmals mit einem Einwurf fortgesetzt.